# 格羅夫帕克-蒂爾登鎮區 (明尼蘇達州波爾克縣)
格羅夫帕克-蒂爾登鎮區（英語：Grove Park-Tilden Township）是位於美國明尼蘇達州波爾克縣的一個行政鎮區。

## 歷史
格羅夫帕克-蒂爾登鎮區的前身為格羅夫帕克鎮區及蒂爾登鎮區，兩個鎮區於1992年合併。前者於1880年設立，後者於1882年設立，得名自1876年美國總統選舉民主黨候選人塞缪尔·蒂尔顿（Samuel Tilden）。

## 地方資料
格羅夫帕克-蒂爾登鎮區的面積為181.35平方千米，當中陸地面積為179.35平方千米，而水域面積為2.00平方千米。根據2020年美國人口普查的數據，當地共有人口257人，而人口密度為每平方千米1.42人。